# Formel 1-VM 1993
Formel 1-VM 1993 hade 16 deltävlingar som kördes under perioden 14 mars-7 november. Förarmästerskapet vanns av fransmannen Alain Prost och konstruktörsmästerskapet av Williams-Renault. 

## Vinnare
- Förare:  Alain Prost, Frankrike, Williams-Renault
- Konstruktör:  Williams-Renault, Storbritannien

## Grand Prix 1993
| Grand Prix                 | Datum        | Bana              | Vinnande förare    | Vinnande tillverkare |   |
| -------------------------- | ------------ | ----------------- | ------------------ | -------------------- | - |
| Sydafrikas Grand Prix      | 14 mars      | Kyalami           | Alain Prost        | Williams-Renault     | * |
| Brasiliens Grand Prix      | 28 mars      | Interlagos        | Ayrton Senna       | McLaren-Ford         | * |
| Europas Grand Prix         | 11 april     | Donington Park    | Ayrton Senna       | McLaren-Ford         | * |
| San Marinos Grand Prix     | 25 april     | Imola             | Alain Prost        | Williams-Renault     | * |
| Spaniens Grand Prix        | 9 maj        | Catalunya         | Alain Prost        | Williams-Renault     | * |
| Monacos Grand Prix         | 23 maj       | Monte Carlo       | Ayrton Senna       | McLaren-Ford         | * |
| Kanadas Grand Prix         | 13 juni      | Montréal          | Alain Prost        | Williams-Renault     | * |
| Frankrikes Grand Prix      | 4 juli       | Magny-Cours       | Alain Prost        | Williams-Renault     | * |
| Storbritanniens Grand Prix | 11 juli      | Silverstone       | Alain Prost        | Williams-Renault     | * |
| Tysklands Grand Prix       | 25 juli      | Hockenheimring    | Alain Prost        | Williams-Renault     | * |
| Ungerns Grand Prix         | 15 augusti   | Hungaroring       | Damon Hill         | Williams-Renault     | * |
| Belgiens Grand Prix        | 29 augusti   | Spa-Francorchamps | Damon Hill         | Williams-Renault     | * |
| Italiens Grand Prix        | 12 september | Monza             | Damon Hill         | Williams-Renault     | * |
| Portugals Grand Prix       | 26 september | Estoril           | Michael Schumacher | Benetton-Ford        | * |
| Japans Grand Prix          | 24 oktober   | Suzuka            | Ayrton Senna       | McLaren-Ford         | * |
| Australiens Grand Prix     | 7 november   | Adelaide          | Ayrton Senna       | McLaren-Ford         | * |

## Stall, nummer och förare 1993
| Stall/Tillverkare                  | Nummer | Förare                          |
| ---------------------------------- | ------ | ------------------------------- |
| Benetton-Ford                      | 5      | Michael Schumacher, Tyskland    |
| Benetton-Ford                      | 6      | Riccardo Patrese, Italien       |
| BMS Scuderia Italia (Lola-Ferrari) | 21     | Michele Alboreto, Italien       |
| BMS Scuderia Italia (Lola-Ferrari) | 22     | Luca Badoer, Italien            |
| Ferrari                            | 27     | Jean Alesi, Frankrike           |
| Ferrari                            | 28     | Gerhard Berger, Österrike       |
| Footwork-Mugen Honda               | 9      | Derek Warwick, Storbritannien   |
| Footwork-Mugen Honda               | 10     | Aguri Suzuki, Japan             |
| Jordan-Hart                        | 14     | Rubens Barrichello, Brasilien   |
| Jordan-Hart                        | 15     | Ivan Capelli, Italien           |
| Jordan-Hart                        | 15     | Thierry Boutsen, Belgien        |
| Jordan-Hart                        | 15     | Marco Apicella, Italien         |
| Jordan-Hart                        | 15     | Emanuele Naspetti, Italien      |
| Jordan-Hart                        | 15     | Eddie Irvine, Storbritannien    |
| Larrousse-Lamborghini              | 19     | Philippe Alliot, Frankrike      |
| Larrousse-Lamborghini              | 19     | Toshio Suzuki, Japan            |
| Larrousse-Lamborghini              | 20     | Erik Comas, Frankrike           |
| Ligier-Renault                     | 25     | Martin Brundle, Storbritannien  |
| Ligier-Renault                     | 26     | Mark Blundell, Storbritannien   |
| Lotus-Ford                         | 11     | Alex Zanardi, Italien           |
| Lotus-Ford                         | 11     | Pedro Lamy, Portugal            |
| Lotus-Ford                         | 12     | Johnny Herbert, Storbritannien  |
| McLaren-Ford                       | 7      | Michael Andretti, USA           |
| McLaren-Ford                       | 7      | Mika Häkkinen, Finland          |
| McLaren-Ford                       | 8      | Ayrton Senna, Brasilien         |
| Minardi-Ford                       | 23     | Christian Fittipaldi, Brasilien |
| Minardi-Ford                       | 23     | Jean-Marc Gounon, Frankrike     |
| Minardi-Ford                       | 24     | Fabrizio Barbazza, Italien      |
| Minardi-Ford                       | 24     | Pierluigi Martini, Italien      |
| Sauber                             | 29     | Karl Wendlinger, Österrike      |
| Sauber                             | 30     | JJ Lehto, Finland               |
| Tyrrell-Yamaha                     | 3      | Ukyo Katayama, Japan            |
| Tyrrell-Yamaha                     | 4      | Andrea de Cesaris, Italien      |
| Williams-Renault                   | 0      | Damon Hill, Storbritannien      |
| Williams-Renault                   | 2      | Alain Prost, Frankrike          |

## Slutställning förare 1993
| Placering | Förare               | Konstruktör           | Poäng |
| --------- | -------------------- | --------------------- | ----- |
| 1         | Alain Prost          | Williams-Renault      | 99    |
| 2         | Ayrton Senna         | McLaren-Ford          | 73    |
| 3         | Damon Hill           | Williams-Renault      | 69    |
| 4         | Michael Schumacher   | Benetton-Ford         | 52    |
| 5         | Riccardo Patrese     | Benetton-Ford         | 20    |
| 6         | Jean Alesi           | Ferrari               | 16    |
| 7         | Martin Brundle       | Ligier-Renault        | 13    |
| 8         | Gerhard Berger       | Ferrari               | 12    |
| 9         | Johnny Herbert       | Lotus-Ford            | 11    |
| 10        | Mark Blundell        | Ligier-Renault        | 10    |
| 11        | Michael Andretti     | McLaren-Ford          | 7     |
| 12        | Karl Wendlinger      | Sauber                | 7     |
| 13        | JJ Lehto             | Sauber                | 5     |
| 14        | Christian Fittipaldi | Minardi-Ford          | 5     |
| 15        | Mika Häkkinen        | McLaren-Ford          | 4     |
| 16        | Derek Warwick        | Footwork-Mugen Honda  | 4     |
| 17        | Philippe Alliot      | Larrousse-Lamborghini | 2     |
| 18        | Rubens Barrichello   | Jordan-Hart           | 2     |
| 19        | Fabrizio Barbazza    | Minardi-Ford          | 2     |
| 20        | Alex Zanardi         | Lotus-Ford            | 1     |
| 21        | Érik Comas           | Larrousse-Lamborghini | 1     |
| 22        | Eddie Irvine         | Jordan-Hart           | 1     |

## Slutställning konstruktörer 1993
| Placering | Konstruktör           | Poäng |
| --------- | --------------------- | ----- |
| 1         | Williams-Renault      | 168   |
| 2         | McLaren-Ford          | 84    |
| 3         | Benetton-Ford         | 72    |
| 4         | Ferrari               | 28    |
| 5         | Ligier-Renault        | 23    |
| 6         | Lotus-Ford            | 12    |
| =         | Sauber                | 12    |
| 8         | Minardi-Ford          | 7     |
| 9         | Footwork-Mugen Honda  | 4     |
| 10        | Larrousse-Lamborghini | 3     |
| =         | Jordan-Hart           | 3     |
| 12        | Lola-Ferrari          | 0     |
| =         | Tyrrell-Yamaha        | 0     |